# Viminaria juncea
Viminaria juncea är en ärtväxtart som först beskrevs av Heinrich Adolph Schrader, och fick sitt nu gällande namn av Johann Centurius von Hoffmannsegg. Viminaria juncea ingår i släktet Viminaria och familjen ärtväxter. Inga underarter finns listade i Catalogue of Life.